# Філліп Коку
Філліп Коку (нід. Phillip Cocu; нар. 29 жовтня 1970, Ейндговен) — нідерландський футболіст, півзахисник. По завершенні ігрової кар'єри — тренер.

## Клубна кар'єра
Вихованець футбольної школи клубу АЗ. Дорослу футбольну кар'єру розпочав 1988 року в основній команді того ж клубу, в якій провів два сезони, взявши участь у 50 матчах чемпіонату.
Згодом, з 1990 по 1998 рік, грав у складі клубів «Вітесс» та ПСВ.
Своєю грою за останню команду привернув увагу представників тренерського штабу «Барселони», до складу якої приєднався 1998 року. Відіграв за каталонський клуб наступні шість сезонів своєї ігрової кар'єри. Більшість часу, проведеного у складі «Барселони», був основним гравцем команди.
З «Барселони» повернувся назад до ПСВ, в якому грав протягом 2004—2007 років.
Завершив професійну ігрову кар'єру у клубі «Аль-Джазіра» з ОАЕ, за який виступав протягом 2007—2008 років.

## Виступи за збірну
1996 року дебютував в офіційних матчах у складі національної збірної Нідерландів. Протягом кар'єри у національній команді, яка тривала 11 років, провів у формі головної команди країни 101 матч, забивши 10 голів.
У складі збірної був учасником чемпіонату Європи 1996 року в Англії, чемпіонату світу 1998 року у Франції, чемпіонату Європи 2000 року у Бельгії та Нідерландах, чемпіонату Європи 2004 року у Португалії та чемпіонату світу 2006 року у Німеччині.

## Кар'єра тренера
Розпочав тренерську кар'єру відразу ж по завершенні кар'єри гравця, 2008 року, увійшовши до тренерського штабу клубу Нідерландів.
З 2009 року входив до тренерського штабу клубу ПСВ. З 2014 по 2018 рік був головним тренером цієї команди.
В 2018 році три місяці очолював турецький клуб «Фенербахче».
Влітку 2019 року Філліп Коку став головним тренером англійського клубу «Дербі Каунті», звідки був звільнений 14 листопада 2020 року.     

## Досягнення

### Клубні
Гравець
 ПСВ
- Чемпіон Нідерландів: 1996–97, 2004–05, 2005–06, 2006–07
- Володар Суперкубка Нідерландів: 1996, 1997
- Володар Кубка Нідерландів: 1995–96, 2004–05

 «Барселона»
- Чемпіон Іспанії: 1998-99

 «Аль-Джазіра»
- Переможець кубка Перської затоки: 2007

Тренер
 ПСВ
- Чемпіон Нідерландів: 2014–15, 2015–16, 2017–18
- Володар Суперкубка Нідерландів: 2015, 2016
- Володар Кубка Нідерландів: 2011–12